# Aaron Grosser
Pour les articles homonymes, voir Grosser.
Aaron Grosser, né le 6 octobre 1996 à Hamm, est un coureur cycliste allemand.

## Palmarès et résultats

### Palmarès par année
- 2013
  - 2e du championnat d'Allemagne de poursuite par équipes juniors
  - 2e du championnat d'Allemagne de vitesse par équipes juniors
- 2014
  - 2e du championnat d'Allemagne de vitesse par équipes juniors
- 2016
  - 2e étape du Tour de l'Oder
- 2018
  - Tour de Merken
  - 3e du championnat d'Allemagne sur route espoirs
- 2019
  - 2e étape du Tour de Mersin
  - 2e de Belgrade-Banja Luka

### Classements mondiaux
| Année           | 2016   | 2017 | 2018 |
| --------------- | ------ | ---- | ---- |
| UCI Europe Tour | 1 397e |      | 443e |